# KU Гидры
KU Гидры (лат. KU Hydrae), HD 81009 — тройная звезда в созвездии Гидры на расстоянии (вычисленном из значения параллакса) приблизительно 472 световых лет (около 145 парсек) от Солнца. Возраст звезды определён как около 794 млн лет.
Открыта Робертом Грантом Эйткеном в 1929 году*.

## Характеристики
Первый компонент (WDS J09228-0950A) — белая вращающаяся переменная звезда типа Альфы² Гончих Псов (ACV) спектрального класса A2, или A3VpSiSrCr, или A3Vp(Sr-Cr-Eu)*, или A3pSrSrSi, или A3CrSrEu, или ApEuCrSr. Видимая звёздная величина звезды — от +6,53m до +6,51m. Масса — около 2,18 солнечной, радиус — около 2,3 солнечного, светимость — около 38,45 солнечной. Эффективная температура — около 8430 K.
Второй компонент (WDS J09228-0950B) — белая звезда спектрального класса A3-4V. Видимая звёздная величина звезды — +7,84m. Масса — около 1,84 солнечной, радиус — около 2,2 солнечного, светимость — около 14,9 солнечной. Эффективная температура — около 7750 K*. Орбитальный период — около 52,58 года. Удалён на 0,1 угловой секунды.
Третий компонент  (WDS J09228-0950C). Видимая звёздная величина звезды — +11,6m. Удалён на 1,9 угловой секунды.